# شهرستان له لورانتید
شهرستان له لورانتید (به انگلیسی: Les Laurentides Regional County Municipality) یک منطقهٔ مسکونی در کانادا است که در ناحیهلورانتید واقع شده‌است. شهرستان له لورانتید ۲٬۵۹۹٫۷۰ کیلومتر مربع مساحت و ۴۵٬۱۵۷ نفر جمعیت دارد.